# Wolfgang Roth (Psychologe)
Wolfgang Roth (* 1939 in Bad Wildungen) ist ein deutscher Professor für Psychologie aus Freiburg im Breisgau.

## Leben und Leistungen
Nach einer Schlosserlehre legte er das Abitur an einem altsprachlichen Abendgymnasium in Mainz ab. 
Danach studierte Wolfgang Roth Psychologie, Philosophie und Pädagogik in Mainz und Hamburg. 
Er erwarb das Diplom in Psychologie und wurde promoviert. 
Von 1966 bis 1973 war er Assistent an der Universität Gießen bei Hildegard Hetzer. 
Es folgte eine Lehrtätigkeit an verschiedenen Schularten, insbesondere Gesamtschulen. 
Er wurde dann Dozent und 1973 Professor für Psychologie an der Pädagogischen Hochschule Freiburg. 
Von 1984 bis 1985 hatte er eine Gastprofessur für Soziologie und Sozialpsychologie an der Stetson-University in Deland, US-Bundesstaat Florida, inne. 
Neben seiner Tätigkeit als Hochschullehrer führte er zahlreiche Lehrerfortbildungen auch im Ausland (Sri Lanka, Ukraine, Italien) durch.
Etwa von 1995 bis 2006 widmete sich Wolfgang Roth dem Projekt Humanistische Psychologie und Pädagogik (i. e. allgemeine Einführung, Bioenergetik, Gesprächsführung und Beratung, Gestaltpsychologie und -pädagogik, Kunst-, Musik- und Spieltherapie, Mediation, Morenopädagogik, Psychodrama, Themenzentrierte Interaktion und Transaktions-Analyse).
Roth wurde 2004 pensioniert, engagiert sich aber weiterhin in der Lehrer- und Ausbilderweiterbildung, Studienseminaren und in der Beratung von Schulen und Freien Trägern bei Projekten und zur Evaluation. 
Seit 2006 nimmt er einen Lehrauftrag an der Universität Gießen wahr zum Thema Entwicklung sozialer Kompetenzen in Grund- und Sekundarschulen.
Wolfgang Roth war 31 Jahre ehrenamtlicher Mitarbeiter und zeitweise im Vorstand des spiel gut Arbeitsausschusses Kinderspiel und Spielzeug e.V. Ulm, der Spiele und Spielsachen für Kinder testet, begutachtet und Empfehlungen für Eltern gibt. 
Seine Schrift Kultur- und Persönlichkeitsentfaltung im Spiel unterstreicht sein dortiges Wirken.
An der PH Freiburg hat er eine Arbeitsstelle Frieden aufgebaut und neben zahlreichen Veranstaltungen mehrere internationale Kongresse und Tagungen zum Thema organisiert. 
1976 war er Mitbegründer des Südwind Freiburg – Verein für soziale und interkulturelle Arbeit e.V., der sich mit seinen zehn  Mitarbeitern und ca. 30 Ehrenamtlichen im Bereich Migrationserstberatung, Hausaufgabenhilfe, Jugendarbeit, Alphabetisierungs- und Sprachkurse für Frauen engagiert.
1995 entwickelte Wolfgang Roth in Zusammenarbeit mit der Akademie für wiss. Weiterbildung von PH und Uni-Freiburg ein Aus- und Weiterbildungsprogramm zur Humanistischen Psychologie und Pädagogik (HPP), das er bis 2006 wissenschaftlich betreute und weiter entwickelte.

## Auszeichnungen
- 2006: Bürgerpreis der Stadt Freiburg

## Schriften (Auswahl)
als Autor
- Sozialkompetenz fördern – in Grund- und Sekundarschulen, auf humanistisch-psychologischer Basis. (Schriftenreihe zur humanistischen Pädagogik und Psychologie). Klinkhardt, Bad Heilbrunn 2006, ISBN 3-7815-1448-X.
- Entwicklung des technischen Verständnisses. Studien zum technisch-naturwissenschaftlichen Unterricht. Maier, Ravensburg 1974, ISBN 3-473-61632-X.

als Herausgeber
- mit Gerald Hüther und Michael von Brück: Damit das Denken Sinn bekommt. Spiritualität, Vernuft und Selbsterkenntnis. Mit Texten des Dalai Lama. Herder, Freiburg im Breisgau 2008, ISBN 978-3-451-05984-1: 3. Auflage ebenda 2010.
- Ausländerpädagogik. 2 Bände. Kohlhammer, Stuttgart 1985, ISBN 3-17-005883-5.